# CENPT
CENPT‏ (Centromere protein T) هوَ بروتين يُشَفر بواسطة جين CENPT في الإنسان.